# Tribo de Gade
A tribo de Gade (ou Gad) é uma das doze tribos de Israel. O sétimo filho que Jacó teve de Zilpa, a serva de Leia e irmão de Aser (Gn 30:11-13 e Gn 46:16,18). Em algumas versões, em Gn 30:11, as palavras: "Vem uma turba e chamou o seu nome Gade" deveriam ser traduzidas por: "Com sorte ("afortunado") e chamou o seu nome Gade", ou "Vem a sorte e chamou o seu nome Gade."
A tribo de Gade, durante a marcha pelo deserto, situava-se, juntamente com Simeão e Rúben, a sul do tabernáculo (Nm 2:14). Eram 45.650 homens de 20 anos ou mais (idade mínima para o serviço militar) que faziam parte da tribo (Nm 2: 4-5). As tribos de Rúben e Gade, no seguimento da sua história, prosseguiram a atividade dos patriarcas (Nm 32:1,5).

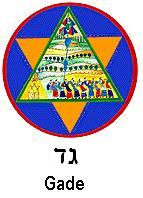
Símbolo da Tribo de Gade.

A porção atribuída a Gade ficava a leste do Jordão e incluía metade de Gileade, uma região de grande beleza e fertilidade (Dt 3:12), que a este fazia fronteira com o deserto árabe, a oeste com o Jordão (Js 13:27) e a norte com o rio Jaboque. Incluía, assim, todo o vale do Jordão até ao Mar da Galileia, onde, então, estreitava.
Esta tribo era cruel e dada à guerra; eram "varões valentes, homens de guerra para pelejar, armados com rodela e lança; e seus rostos eram como rostos de leões e ligeiros como corças sobre os montes" (1Cr 12:8 e 1Cr 5:19-22). Barzilai (2Sm 17:27) era desta tribo. Foram levados em cativeiro por Tiglate-Pileser III ao mesmo tempo que as outras tribos do norte (1Cr 5:26) e no tempo de Jeremias (1Cr 49:1), os amonitas habitavam nas suas cidades.